# Albany (Wyoming)
Albany es un lugar designado por el censo situado en el condado de Albany, Wyoming. Estados Unidos. Según el censo de 2020, tiene una población de 31 habitantes.

## Geografía
Albany está situado a 41°11′13″N 106°7′32″O / 41.18694, -106.12556 (41.186857, -106.12549). Según la Oficina del Censo de los Estados Unidos, tiene un área total de 28,42 km ², correspondientes en su totalidad a tierra firme.

## Demografía
Según el censo de 2000, había 80 personas, 33 hogares y 22 familias que residían en el CDP. La densidad de población era de 1.5/km ². La composición racial del CDP era:
- 92.50% Blancos
- 1.25% Asiáticos
- 6.25% De dos o más razas.

Había 33 casas, de las cuales un 24.2% tenían niños menores de 18 años que vivían con ellos, el 60,6% eran parejas casadas que vivían juntas, el 3.0% tenían un cabeza de familia femenino sin presencia del marido y un 33.3% eran no-familias. El 3.0% tenían a alguna persona anciana de 65 años de edad o más. 
En el CDP la separación poblacional era con un 17.5% menores de 18 años, el 5.0% de 18 a 24, el 20.0% de 25 a 44, un 38.8% de 45 a 64, y el 18,8% tenía 65 años de edad o más. La edad media fue de 49 años. Por cada 100 hembras había 105.1 varones. Por cada 100 mujeres mayores de 18 años, había 100.0 varones. 
La renta mediana para una casa en el CDP era de 26.071 dólares, y la renta mediana para una familia era de $ 27.321. Los varones tenían una renta mediana de $ 62.321 contra $ 0 para las mujeres. El ingreso per cápita para el CDP era de $ 17.046. El 9.2% de la población vivía por debajo del umbral de la pobreza.

## Educación
La educación pública en la comunidad de Albany está proporcionada por el Distrito de Escuelas del Condado de Albany #1.